# Juegos Mundiales de Patinaje 2017
Los Juegos Mundiales de Patinaje de 2017 fueron la primera edición de los juegos mundiales de patinaje. Se disputaron desde el 27 agosto hasta el 10 septiembre en la ciudad de Nankín (China).
El evento reunió los campeonatos mundiales de las distintas disciplinas del patinaje sobre ruedas (patines en línea, patines o monopatines), con la participación de cerca de 4000 atletas de cincuenta y siete federaciones nacionales, distribuidos en diez disciplinas.

## Elección de la sede
La primera edición de los World Roller Games fue asignada inicialmente a Barcelona, pero la ciudad no pudo ofrecer garantías suficientes para organizar adecuadamente la competición en 2017 y se pospuso su celebración en la capital catalana hasta 2019. Así, para la edición inaugural de 2017, la ciudad de Nankín fue seleccionada debido a su experiencia en la organización en 2014 de los  Juegos Olímpicos de la Juventud y a sus instalaciones para las disciplinas de patinaje, tras haber organizado también en 2016 el campeonato mundial de patinaje de velocidad.

## Infraestructura
La ciudad que acogió los Juegos Olímpicos de la Juventud de 2014, el Campeonato Mundial de Patinaje de Velocidad de 2016 y otras grandes competiciones internacionales cuenta con una infraestructura ya desarrollada. La competición se organizó en torno a siete sedes. El Gimnasio del Centro Deportivo Olímpico de Nankín no albergó competiciones, pero se utilizó para la ceremonia de apertura de los juegos.
- El Gimnasio Wutaishan, en Gulou es una parte integral del complejo Wutaishan Sports Center. El lugar fue sede del Campeonato Mundial de Baloncesto Femenino de 2002. El salón principal mide 28m por 48m. También hay una serie de habitaciones adicionales como una sala de conferencias, un pabellón VIP o vestidores, que se utilizan para acomodar los trajes de los patinadores artísticos que establecen sus asientos en esta sala.

- El Gimnasio de Longjiang. en Gulou recibe parte de las competiciones del hockey, que se distribuyen en dos sitios. El estadio ya ha acogido con satisfacción el Mundial de Lucha Libre Femenina de 2010, los Juegos Asiáticos de la Juventud 2013 y los Juegos Olímpicos de la Juventud de 2014. Este estadio de 3.000 asientos tiene una superficie de 14.000 m², incluyendo el salón principal..[2]

- El Gimansio de la Universidad Tecnológica de Nankín, es el segundo lugar para las competiciones de hockey, ubicado en Pukou. El edificio es más grande que el Gimnasio de Longjiang. Mide casi 24 metros de altura, con una capacidad para recibir 4.454 espectadores y podría acomodar teóricamente dos campos de pista de hockey con dimensiones reducidas (longitud 38,6 m en lugar de 40 m para suelo normal y 36 m para el Dimensión mínima). El estadio ya ha sido sede de los Juegos Asiáticos de la Juventud 2013.[3]

- El Parque Deportivo Jubaoshan, en Xuanwu, es un parque de 147 hectáreas. Servirá para las especialidaes de descenso y patinaje alpino. La ruta de descenso es de 600 m de largo y 6 m de ancho, mientras que la línea alpina está en un recorrido de 400 m. Los espectadores pueden asistir a la competición de forma gratuita..[4]

- El Parque Olímpico de Deportes Juveniles en Pukou, alberga tres disciplinas: patinaje freestyle, hockey sobre patines y roller derby. Es un complejo deportivo de más de 170.000 m². La competición de hockey sobre patines se encuentra en la sala principal, que es lo suficientemente grande como para acomodar dos canchas. La competencia de patinaje freestyle operará en una sala de 30m por 50m que puede acomodar a 500 espectadores en el segundo piso, que se encuentra entre el estadio principal y el gimnasio. El sitio también acoge el pueblo de juegos en su parque de 180.000 m². El trabajo para desarrollar el suelo cubierto instalado para el roller derby,[5] finalizó en junio de 2017.[6]

- El Centro de Formación de Deportes de Nankín en Pukou, recibió varios eventos de los Juegos de la Juventud de 2014, y el Campeonatos Mundial de Patinaje de Velocidad de 2016. El estadio puede albergar a 2.000 espectadores y cuenta con instalaciones que cubren 87.054 m².[7] En estas instalaciones donde desarrollarán las pruebas de pista del patinaje de velocidad, incluyen una pista de 200 metros y una carretera de 500 metros, ambos de 8 m de ancho. El evento de maratón tiene lugar en un bucle de 10,58 km de largo.

- El Laboratorio Deportivo en Jianye recibe el skateboarding y el patinaje estilo libre. Tiene una superficie de 12 000 m² incluyendo un parque de skate de 752,4 m². Los eventos de patinaje libre freestyle tienen lugar en una construcción cuyo terreno tiene dimensiones de 30 km por 45 km. La rampa para la competencia de patineta también será colocada en el sitio. Mide 4,5 metros de altura por 21 metros de ancho y pesa casi 22 toneladas de acero. Fue sede durante los Juegos Olímpicos Juveniles.[8]

## Modalidades
- Descenso en patines
- Hockey sobre patines
- Hockey sobre patines en línea
- Patinaje agresivo (patinaje free style o radical)
- Patinaje alpino
- Patinaje artístico sobre ruedas
- Patinaje de velocidad (pista y ruta)
- Patinaje slalom
- Roller derby
- Skateboarding

## Participantes
| África (12) | África (12) | América (9)                                                                                    | América (9) | Asia (14) | Asia (14) | Europa (20) | Europa (20) | Oceanía (2)             | Oceanía (2) |
| --- | ----------- | ---------------------------------------------------------------------------------------------- | ----------- | --- | --------- | --- | ----------- | ----------------------- | ----------- |
| Angola · Benín · República Democrática del Congo · Costa de Marfil · Egipto · Guinea · Kenia · Mozambique · Namibia · Senegal · Sudáfrica · Tanzania |             | Argentina · Brasil · Canadá · Chile · Colombia · Ecuador · Estados Unidos · Guatemala · México |             | Bangladés China Corea del Sur Hong Kong India Indonesia Irán Israel Japón Macao Malasia Pakistán Tailandia República de China |           | Alemania · Austria · Bélgica · Croacia · República Checa · Dinamarca · Eslovaquia · Eslovenia · España< · Francia · Inglaterra · Hungría · Italia · Letonia · Países Bajos · Polonia · Portugal · Rusia · Suecia · Suiza |             | Australia Nueva Zelanda |             |

## Competiciones

### Cronograma
| Ceremonia de apertura | Días de competición | Días de premiación | Ceremonia de clausura |

| Agosto-septiembre             | 27 | 28 | 29 | 30 | 31 | 1 | 2 | 3 | 4 | 5 | 6 | 7 | 8 | 9 | 10 |
| ----------------------------- | -- | -- | -- | -- | -- | - | - | - | - | - | - | - | - | - | -- |
| Ceremonias                    |    |    |    |    |    |   |   |   |   |   |   |   |   |   |    |
| Hockey sobre patines en línea |    |    |    |    |    |   |   |   |   |   |   |   |   |   |    |
| Hockey sobre patines          |    |    |    |    |    |   |   |   |   |   |   |   |   |   |    |
| Patinaje de velocidad         |    |    |    |    |    |   |   |   |   |   |   |   |   |   |    |
| Patinaje alpino               |    |    |    |    |    |   |   |   |   |   |   |   |   |   |    |
| Patinaje artístico            |    |    |    |    |    |   |   |   |   |   |   |   |   |   |    |
| Patinaje free style           |    |    |    |    |    |   |   |   |   |   |   |   |   |   |    |
| Roller derby                  |    |    |    |    |    |   |   |   |   |   |   |   |   |   |    |
| Patinaje slalom               |    |    |    |    |    |   |   |   |   |   |   |   |   |   |    |
| Skateboarding                 |    |    |    |    |    |   |   |   |   |   |   |   |   |   |    |
| Descenso                      |    |    |    |    |    |   |   |   |   |   |   |   |   |   |    |
| Agosto-septiembre             | 27 | 28 | 29 | 30 | 31 | 1 | 2 | 3 | 4 | 5 | 6 | 7 | 8 | 9 | 10 |

## Medallero
| Núm.  | País               | Oro | Plata | Bronce | Total |
| ----- | ------------------ | --- | ----- | ------ | ----- |
| 1     | Colombia           | 25  | 13    | 10     | 48    |
| 2     | Italia             | 20  | 25    | 31     | 76    |
| 3     | Francia            | 10  | 10    | 3      | 23    |
| 4     | Alemania           | 9   | 8     | 9      | 26    |
| 5     | China              | 9   | 5     | 3      | 17    |
| 6     | España             | 5   | 10    | 7      | 22    |
| 7     | Estados Unidos     | 5   | 3     | -      | 8     |
| 8     | República de China | 4   | 8     | 12     | 24    |
| 9     | Portugal           | 4   | 4     | 2      | 10    |
| 10    | Rusia              | 3   | 4     | 1      | 8     |
| 11    | Corea del Sur      | 2   | 7     | 8      | 17    |
| 12    | Argentina          | 2   | 3     | 6      | 11    |
| 13    | Senegal            | 2   | -     | -      | 2     |
| 14    | Bélgica            | 1   | 2     | 5      | 8     |
| 15    | Irán               | 1   | 1     | 1      | 3     |
| 16    | Australia          | 1   | 1     | -      | 2     |
| 17    | Japón              | 1   | 1     | -      | 2     |
| 18    | Tailandia          | 1   | 1     | -      | 2     |
| 19    | Chile              | 1   | -     | 1      | 2     |
| 20    | Letonia            | 1   | -     | 1      | 2     |
| 21    | Brasil             | 1   | -     | -      | 1     |
| 22    | Venezuela          | 1   | -     | -      | 1     |
| 23    | República Checa    | -   | 1     | 1      | 2     |
| 24    | India              | -   | 1     | -      | 1     |
| 25    | México             | -   | 1     | -      | 1     |
| 26    | Ecuador            | -   | -     | 2      | 2     |
| 27    | Polonia            | -   | -     | 2      | 2     |
| 28    | Canadá             | -   | -     | 1      | 1     |
| 29    | Inglaterra         | -   | -     | 1      | 1     |
| 30    | Nueva Zelanda      | -   | -     | 1      | 1     |
| 31    | Suiza              | -   | -     | 1      | 1     |
| Total | Total              | 109 | 109   | 109    | 327   |